# Sørlandet
Sørlandet és una de les cinc grans regions geogràfiques (Landsdel) de Noruega. Correspon al sud del país, i comprèn els comtats (fylke) de Vest-Agder i Aust-Agder.
El nom d'aquesta regió va aparèixer per primer cop el 1902, sota la pluma de l'autor local Wilhelm Krag. Anteriorment, es considerava a aquesta regió com a part de Vestlandet.
Els municipis costaners de Sørlandet, d'oest a est, són:
- Flekkefjord
- Farsund
- Mandal
- Kristiansand
- Lillesand
- Grimstad
- Arendal
- Tvedestrand
- Sandøya
- Risør